# La Vila Mariners
La Vila Mariners ist ein Rugby-Union-Klub aus der spanischen Stadt Villajoyosa. Das Franchise, das vom Rugbyverein CR La Vila geleitet wird, nimmt an der Superibérica de Rugby teil und umfasst als Einzugsgebiet Valencia und Murcia. Mariners ist Valencianisch für Seefahrer und nimmt Bezug auf die Seefahrtstradition an der spanischen Levante.
Die Mannschaft trägt ihre Heimspiele im Campo de Rugby del Pantano aus. Die Mannschaftsfarben sind Blau und Weiß.